# Lista de municípios de Entre Ríos (Argentina)
A província de Entre Ríos, Argentina, se encontra dividida em municípios e juntas de governo. Os municípios devem ter um mínimo de 1500 habitantes e podem ser de primeira ou segunda categoria. Segundo diz a Constituição Provincial, os municípios de primeira categoria são aqueles que contam com mais de 5.000 habitantes e os de segunda aqueles que contan com menos de 5000 habitantes mas com mais de 1500. As juntas de governo não tem hierarquia municipal e se dividem em 4 categorias: Categoria I (1.500-1.000 habitantes); Categoria II (999-500 habitantes); Categoria III (499-300 habitantes); Categoria IV (299-200).

## Municípios de 1ª categoria
| Município              | Intendente                   | População (2001) |
| ---------------------- | ---------------------------- | ---------------- |
| Basavilbaso            | Horacio Fabián Flores        | 9.354            |
| Bovril                 | Fernando Díaz                | 7.977            |
| Chajarí                | Juan Javier García           | 30.655           |
| Colón                  | Hugo José María Marsó        | 21.100           |
| Concepción del Uruguay | Marcelo Fabián Bisogni       | 67.474           |
| Concordia              | Juan Carlos Cresto           | 141.971          |
| Crespo                 | Juan Carlos Brambilla        | 18.296           |
| Diamante               | Juan Carlos Darrichón        | 19.541           |
| Federación             | Manuel César Abreu           | 13.789           |
| Federal                | Juan Carlos Luchessi         | 16.333           |
| General Ramírez        | Daniel Ernesto Kramer        | 8.164            |
| Gualeguay              | José Salim Jodor             | 39.035           |
| Gualeguaychú           | José Daniel Irigoyen         | 76.220           |
| La Paz                 | Lidia Ester Nogueira         | 24.716           |
| Larroque               | Fabio Alejandro Larrosa      | 5.764            |
| Lucas González         | Ramón Sánzberro              | 4.466            |
| Maciá                  | Miguel Ángel Antonio Alasino | 5.806            |
| María Grande           | Rodolfo Audisio              | 7.101            |
| Nogoyá                 | Fautino Alfredo Schiavoni    | 22.285           |
| Paraná                 | Julio Rodolfo Solanas        | 237.968          |
| Rosario del Tala       | Luis Alberto Schaaf          | 13.807           |
| San Benito             | Angel Rubé Vásquez           | 6.771            |
| San José               | Eduardo Abel Jourdan         | 14.965           |
| San José de Feliciano  | Osvaldo Claudio Viano        | 11.137           |
| San Salvador           | Víctor Hugo Vilhem           | 11.626           |
| Santa Elena            | Domingo Daniel Rossi         | 18.410           |
| Urdinarrain            | Alberto Paulino Mornacco     | 7.992            |
| Viale                  | Sergio Raúl Schmunck         | 8.939            |
| Victoria               | César Nélson Garcilazo       | 28.492           |
| Villa Elisa            | Marcelo Alejandro Monfort    | 9.334            |
| Villaguay              | Sandra Sánchez Esquivel      | 32.027           |

## Municípios de 2ª categoría
| Município                | Intendente                     | População (2001) |
| ------------------------ | ------------------------------ | ---------------- |
| Alcaraz                  | Hugo Ismael Boyero             | 2.331            |
| Aldea San Antonio        | Javier Schultheis              | 1.127            |
| Aldea Valle María        | Luciano Roberto Asselborn      | 2.126            |
| Aranguren                | Abel Faustino Libralato        | 1.581            |
| Caseros                  | Carlos A. Farías               | 2.109            |
| Ceibas                   | Edgardo Isidro Traba           | 1.405            |
| Cerrito                  | Orlando J. Lobera              | 4.653            |
| Colonia Avellaneda       | Edgardo Dellizzotti            | 2.190            |
| Colonia Ayuí             | Domingo Ismael Galeano         | 1.677            |
| Conscripto Bernardi      | Gustavo Gutierrez              | 1.464            |
| Estancia Grande          | Daniel E. Llados               | 2.374            |
| General Galarza          | Julia Beatriz Witman           | 4.150            |
| Gilbert                  | Jorge Alberto Holzmann         | 917              |
| Gobernador Mansilla      | Rodolfo Hernán Orué            | 2.264            |
| Hasenkamp                | Ruben Velek                    | 4.413            |
| Hernandarias             | Enzo Oscar Imvinkelried        | 5.375            |
| Hernández                | Luis E. Gaioli                 | 1.801            |
| Herrera                  | René Alcides Bonato            | 1.587            |
| La Criolla               | Jaime Alberto Chorne           | 1.852            |
| Libertador San Martín    | Emilio Enrique Vogel           | 5.273            |
| Los Charrúas             | Rubén Darío Chaparro           | 3.414            |
| Los Conquistadores       | Edgardo Alcides Miño           | 1.214            |
| Lucas Norte              | Miguel A. López                | 1.853            |
| Lucas Sur Segundo        | Juana A. Santosmil             | 1.669            |
| Oro Verde                | Carlos del Castillo            | 2.548            |
| Piedras Blancas          | Julio C. Waisheim              | 1.714            |
| Primero de Mayo          | Aníbal Darío Rottoli           | 1.000            |
| Pronunciamiento          | Luis G. Sandoval               | 1.301            |
| Puerto Ibicuy            | Víctor Fabián Cuello           | 4.477            |
| Puerto Yeruá             | Alejandro Fabián Cevey         | 1.541            |
| San Gustavo              | Hermindo P. Muller             | 1.307            |
| San Jaime de la Frontera | Cristian Javier Fernández      | 4.037            |
| San Justo                | Humberto Raúl Taffarel         | 1.473            |
| Santa Ana                | Mario Guillermo Ramón Toler    | 2.059            |
| Santa Anita              | Horacio César Amavet           | 1.254            |
| Sauce de Luna            | Jorge Lacoste                  | 2.901            |
| Seguí                    | Alberto Oscar Widmer           | 3.646            |
| Tabossi                  | Néstor Daniel Landra           | 1.333            |
| Ubajay                   | Aníbal Ramón William           | 2.334            |
| Villa Clara              | Raúl Darío Guy                 | 2.748            |
| Villa del Rosario        | Reinaldo Ramón Percara         | 3.488            |
| Villa Domínguez          | Mario Ernesto López            | 1.925            |
| Villa Mantero            | Eduardo Francisco Bonnin       | 1.526            |
| Villa Paranacito         | María del Carmen Gabriel Toler | 3.988            |
| Villa Urquiza            | Hugo Andrés Appelhans          | 1.566            |

## Junta de governo. Categoria I
| Centro rural de população      | Presidente da junta de governo | População (2001) |
| ------------------------------ | ------------------------------ | ---------------- |
| Aldea Brasilera                | Abelardo P. Roskpof            | 1.036            |
| Colonia Elía                   | Ramón E. Barrera               | 1.235            |
| Distrito Sexto Costa de Nogoyá | Gerardo Graff                  | 1.055            |
| Las Cuevas                     | Juan J. Blason                 | 1.158            |
| Mojones Norte                  | Marcelino Davezac              | 1.202            |
| Pueblo General Belgrano        | Carlos A. Betancourt           | 1.503            |
| Raíces Oeste                   | Eufemio Veñázquez              | 1.292            |
| Rincón de Nogoyá               | Osvaldo G. Danielli            | 1.022            |

## Junta de governo. Categoria II
| Centro rural de população | Presidente da junta de governo | População (2001) |
| ------------------------- | ------------------------------ | ---------------- |
| Aldea María Luisa         | Luis Schonfeld                 | 980              |
| Aldea Protestante         | Mario J. Schanzenbach          | 875              |
| Aldea Santa María         | Gustavo Sacks                  | 658              |
| Aldea Spatzenkutter       | Hugo Luis Deiloff              | 568              |
| Arroyo Barú               | Gustavo A. Vincon              | 680              |
| Colonia Avigdor           | Fabio D. Pfeifer               | 509              |
| Colonia Ensayo            | Alicia Torres                  | 535              |
| Colonia General Roca      | Julio F. Kremer                | 703              |
| Colonia Oficial Nº 3 y 14 | Elidia D. Muño                 | 506              |
| Costa Grande              | Jorge Alberto Menón            | 986              |
| Curtiembre                | Oscar Francisconi              | 725              |
| Don Cristóbal Primero     | Norma Susana Cavagna           | 505              |
| Durazno                   | Luciano Alonso Goemine         | 553              |
| El Cimarrón               | Roberto Meier                  | 674              |
| El Pingo                  | Hugo Estelio Albretch          | 903              |
| El Solar                  | Oscar Stegman                  | 535              |
| Enrique Carbó             | Jorge Alarcón                  | 902              |
| Estación Raíces           | Froilán C. Heinchoz            | 507              |
| Estación Yeruá            | Jorge I. Rondán                | 677              |
| Estancia Racedo           | Oscar Holzheuer                | 595              |
| Estancia Sola             | José María Manfredi            | 656              |
| General Alvear            | Alcides Medina                 | 544              |
| Isletas                   | Raúl Antonio Chemes            | 611              |
| Jubileo                   | Hugo Orcellet                  | 653              |
| Justo José de Urquiza     | Sixto Domingo Ledesma          | 731              |
| La Clarita                | Reinaldo Jacquet               | 597              |
| La Esmeralda              | Antonio Espinosa               | 541              |
| La Picada                 | Pablo Dabin                    | 603              |
| Laguna Benítez            | Justo Noya                     | 531              |
| Las Moscas                | Lorenzo R. Rotela              | 584              |
| Lucas Sur Primera         | Justo J. Stock                 | 734              |
| Mojones Sur               | Miguel A. Terraza              | 849              |
| Paraje Las Tunas          | Roberto Dalinger               | 508              |
| Paso de La Laguna         | Froilán C. Heinchoz            | 759              |
| Paso Duarte               | Raúl N. Benítez                | 647              |
| Pedernal                  | Diego Silva                    | 544              |
| Pueblo Brugo              | Ernesto Sala                   | 674              |
| Pueblo Liebig             | Manuel E. Sánchez              | 722              |
| Rincón del Doll           | Angélica V. Sironski           | 844              |
| San Cipriano              | Elvio J. Torran                | 654              |
| San Marcial               | Gustavo J. Laiño               | 614              |
| San Pedro                 | Carlos Medina                  | 522              |
| San Víctor                | Gloria E. Villaroel            | 734              |
| Sauce Montrull            | María Inés Meroi               | 586              |
| Sosa                      | Neriz B. Moreno                | 608              |
| Yacaré                    | Salvador A. López              | 639              |
| Yeso Oeste                | Hernesto Lucio Reicevich       | 681              |

## Junta de governo categoria III
| Centro rural de população    | Presidente da junta de governo | População (2001) |
| ---------------------------- | ------------------------------ | ---------------- |
| Alarcón                      | Jorge Alarcón                  | 272              |
| Alcaraz Sur                  | Esteban M. Cabaña              | 462              |
| Aldea Asunción               | Dante Navarro                  | 303              |
| Aldea San Antonio            | Jorge Bregant                  | 365              |
| Aldea San Juan               | Raúl A. Michel                 | 466              |
| Aldea San Miguel             | Pedro Adan Neif                | 350              |
| Aldea San Rafael             | Juan A. Senger                 | 397              |
| Antonio Tomás                | Félix Lescano                  | 313              |
| Arroyo Burgos                | Guillermo Utz                  | 339              |
| Arroyo Corralito             | Gustavo Martínez               | 378              |
| Colonia Alemana              | Sergio C. Capovilla            | 404              |
| Colonia Crespo               | Celso Minigutti                | 381              |
| Colonia La Argentina         | Rubén D. Moretti               | 383              |
| Costa Uruguay Norte          | Bernardo Otero                 | 367              |
| Distrito Chañar              | Estela Martínez                | 457              |
| Don Cristóbal Segundo        | Víctor Daniel Fernández        | 454              |
| El Palenque                  | Enrique Tossolini              | 445              |
| Estación Camps               | Walter Hernán Weiss            | 367              |
| Estancia Líbaros             | Osvaldo José Udrizar           | 436              |
| Faustino M. Parera           | Luis C. Berón                  | 409              |
| Febre                        | Aurelia Rosalía Gómez          | 450              |
| General Almada               | Daniel C. Susco                | 309              |
| Gobernador Echagüe           | Luis Hernesto Gardiol          | 307              |
| Gualeguaycito                | Rubén D. Moretti               | 375              |
| Ingeniero Sajaroff           | Alberto Balbuena               | 380              |
| Irazusta                     | Abel O. Gabriel                | 414              |
| La Fraternidad y Santa Juana | José A. Zapata                 | 332              |
| La Providencia               | Marcelo V. Audisio             | 349              |
| La Verbena                   | Gerardo Vega                   | 467              |
| Las Garzas                   | Miguel Ángel Caseres           | 349              |
| Las Mulitas                  | Estela Martínez                | 320              |
| Los Ceibos                   | Rolando M. Albiaque            | 338              |
| Médanos                      | José A. Migueles               | 426              |
| Nueva Escocia                | Ramón O. Sandri                | 476              |
| Nueva Vizcaya                | Hugo M. Rivarola               | 425              |
| Ombú                         | Ramona A. Salvetti             | 487              |
| Pasaje Guayaquil             | Rubén D. Moretti               | 406              |
| Paso de La Arena             | Adolfo Erhard                  | 422              |
| Pueblo Cazes                 | Mirta Benítez                  | 377              |
| Puerto Algarrobo             | Félix Agustín González         | 344              |
| Rocamora                     | Elsa R. Tennen                 | 350              |
| San Ernesto                  | Enrique J. Mohr                | 314              |
| San Justo                    | Jorge Reta de Urquiza          | 324              |
| Sir Leonard                  | Jorge Uhrig                    | 386              |
| Veinte de Setiembre          | Irma Renee Giménez             | 311              |
| Villa Gobernador Etchevere   | José Luis Villanueva           | 372              |

## Junta de governo. Categoria IV
| Centro rural de população | Presidente da junta de governo | População (2001) |
| ------------------------- | ------------------------------ | ---------------- |
| Alcaraz Norte             | Juan Andrés Manfredi           | 225              |
| Aldea Eigenfeld           | Carlos R. Vernackt             | 239              |
| Aldea Grapschental        | Juan Armando Stricker          | 75               |
| Aldea Salto               | Arturo Ruhl                    | 270              |
| Aldea Santa Rosa          | Juan A. Senger                 | 64               |
| Altamirano Sur            | Luis Roberto de Rossi          | 255              |
| Antelo                    | Rosa D. Elixauser              | 271              |
| Arroyo Clé                | Fabián C. Ramos                | 174              |
| Arroyo del Medio          | María Monzón                   | 211              |
| Arroyo Maturrango         | Horacio Stang                  | 19               |
| Arroyo Palo Seco          | Rodolfo Audisio                | 235              |
| Betbeder                  | Julio Tomás del Sarto          | 299              |
| Chilcas                   | Rogelio Fuchs                  | 211              |
| Clodomiro Ledesma         | Cristina M. Carrand            | 204              |
| Colonia Baylina           | Juan Pablo Buet                | 208              |
| Colonia Carrasco          | Oscar Emilio Lell              | 271              |
| Colonia Celina            | Carlos Américo Wernli          | 274              |
| Colonia Merou             | Rubén Welsch                   | 293              |
| Colonia Viraró            | José R. Boxler                 | 62               |
| Cuchilla Redonda          | Alberto Galizzi                | 281              |
| Distrito Chiqueros        | Pedro Antonio Andreoli         | 290              |
| Distrito Pajonal          | Guillermo J. Rubattino         | 227              |
| Distrito Tala             | Vicente Saks                   | 120              |
| Distrito Talitas          | Fernando J. Gervasoni          | 127              |
| El Gramiyal               | María Monzón                   | 118              |
| El Quebracho              | Roberto Bonomi                 | 245              |
| El Redomón                | Alicia Jacinta Ocampo          | 31               |
| Espinillo Norte           | Juan Alberto Medina            | 218              |
| Estación Escriña          | Hugo A. Otto                   | 189              |
| Estación Lazo             | Aníbal Iriarte                 | 123              |
| Estaquitas                | Ricardo H. Silvani             | 112              |
| Guardamonte               | Aníbal Lito Moreira            | 224              |
| Hambis                    | Graciela Weiss                 | 189              |
| Hinojal                   | Zulma Mayer                    | 118              |
| Hocker                    | Ledis C. Wetzel                | 185              |
| La Florida                | Raúl E. Petrilli               | 288              |
| La Hierra                 | Gerardo Vega                   | 209              |
| La Ollita                 | Nazario Celso Delfino          | 147              |
| Las Guachas               | Raúl Alejandro Camino          | 212              |
| Las Mercedes              | Carlos J. Roldán               | 192              |
| Laurencena                | Pedro Antonio Andreoli         | 256              |
| María Grande Segunda      | Rodolfo Audisio                | 204              |
| Molino Doll               | Ángela Graglia                 | 84               |
| Mulas Grandes             | Estela Martínez                | 181              |
| Ñancay                    | Leonardo M. Cepeda             | 93               |
| Paso de Las Piedras       | Omar Zamero                    | 266              |
| Picada Berón              | Eduardo E. Soloaga             | 169              |
| Quebracho                 | Dario Vieri                    | 264              |
| Rincón del Cinto          | Víctor Ecker                   | 108              |
| Rincón del Gato           | Víctor Ecker                   | 60               |
| San Ramírez               | Ricardo Molina                 | 299              |
| San Ramón                 | Edgardo Álvarez                | 287              |
| San Roque                 | Alcides F. Cornalo             | 240              |
| Santa Luisa               | Luis Rogelio Gini              | 285              |
| Sauce Pintos              | Silvina Roxana Garberi         | 171              |
| Tezanos Pintos            | Héctor Ardaist                 | 281              |
| Villa Fontana             | Mario Dietrich                 | 219              |
| Walter Moss               | Rosa Iewsiuk                   | 247              |